# 威斯特摩蘭 (新罕布什爾州)
威斯特摩蘭（英語：Westmoreland）是一個位於美國新罕布什爾州切希爾縣的鎮。

## 人口
根據2020年美國人口普查的數據，威斯特摩蘭的面積為95.40平方千米，當中陸地面積為92.70平方千米，而水域面積為2.70平方千米。當地共有人口1706人，而人口密度為每平方千米18人。